# Kulturåret 1803

## Händelser
- 5 april – Beethovens Symfoni nr 2, Pianokonsert nr 3 och oratoriet Christus am Ölberge uruppförs vid samma konsert på Theater an der Wien allt under ledning av tonsättaren.
- okänt datum – Skådespelarnas självstyre på Dramaten avskaffas och ersätts med en direktör. En fransk trupp spelar på Operan till 1805.
- okänt datum – Johan Ahlberg väljs in som ledamot av konstakademien

## Pristagare
- Svenska Akademiens stora pris – Erik Gustaf Geijer

## Nya verk
- Glädjens ögonblick av Frans Mikael Franzén

## Födda
- 18 februari – Camille Roqueplan (död 1855), fransk målare.
- 14 mars – Johan Christian Berger (död 1871), svensk konstnär.
- 23 april – Gustaf Henrik Mellin (död 1876), svensk författare och präst.
- 16 maj – Constantina von Strussenfelt (död 1847), svensk författare och poet.
- 25 maj – Edward Bulwer-Lytton (död 1873), engelsk författare.
- 25 maj – Ralph Waldo Emerson (död 1882), amerikansk författare och filosof.
- 24 juli – Adolphe Adam (död 1856), fransk kompositör.
- 13 september – J. J. Grandville (död 1847), fransk tecknare.
- 28 september – Prosper Mérimée (död 1870), fransk författare.
- 25 november – Sofia Ahlbom (död 1868), svensk tecknare, gravör, litograf, fotograf, kartograf, författare och poet.
- 26 november – Wilhelmina Stålberg (död 1872), svensk författare, poet och sångtextförfattare.
- 5 december – Fjodor Tiuttjev (död 1873), rysk diktare och diplomat.
- 11 december – Hector Berlioz (dös 1869), fransk tonsättare.
- 26 december – Friedrich Reinhold Kreutzwald (död 1882), estnisk folklorist, skald och läkare.
- okänt datum – Evelina Stading (död 1829), svensk landskapsmålare.

## Avlidna
- 1 februari – Anders Chydenius (född 1729), österbottnisk präst, läkare, riksdagsledamot samt nationalekonomisk och politisk skriftställare.
- 23 februari – Praskovja Kovaljova-Zjemtjugova (född 1768), rysk sopran
- 24 april – Adélaïde Labille-Guiard (född 1749), fransk konstnär.
- 8 oktober – Vittorio Alfieri (född 1749), italiensk dramatiker.
- 15 oktober – Nicola Chetta (född cirka 1740), albansk författare och poet.
- 18 december – Johann Gottfried Herder (född 1744), tysk filosof, författare, historiker och pedagog.